# Skönhetsrådet

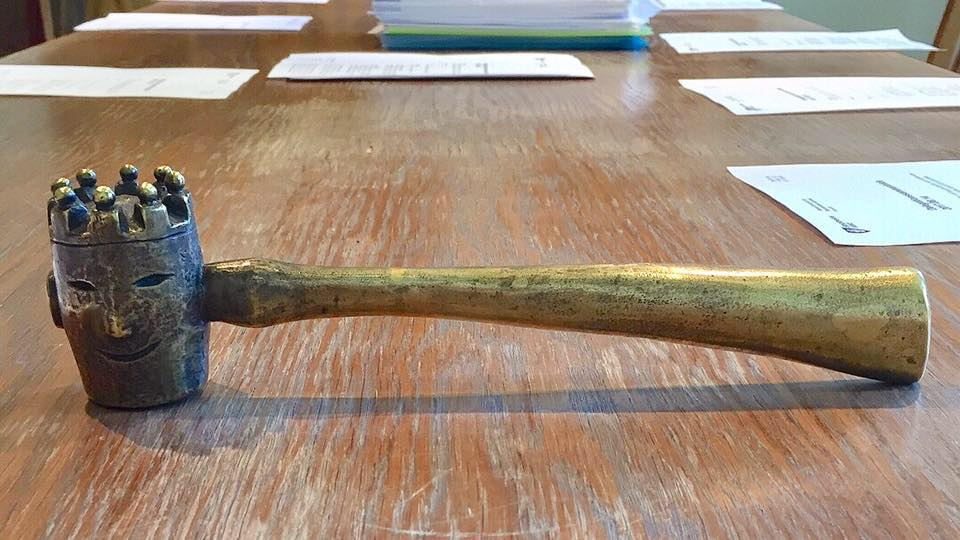
Skönhetsrådets ordförandeklubba med en glad och en arg S:t Erikfigur. Klubban är formgiven av konstnären Liss Eriksson, tidigare ledamot av rådet.

Skönhetsrådet (formellt Rådet till skydd för Stockholms skönhet) är ett organ inom Stockholms stad, vars syfte är att vara rådgivare åt kommunens olika myndigheter i frågor som berör offentliga konstverk, konstnärligt eller kulturhistoriskt värdefulla stadsbilder eller kommunens och dess omgivningars övriga skönhets- och naturvärden. Rådet har också rätt att själv lyfta och driva frågor som det anser som relevanta för Stockholms stadsmiljö. Skönhetsrådet inrättades 1919 efter en motion av Fredrik Ström. Skönhetsrådet styrs av sitt reglemente som fastställdes 1928 av kommunfullmäktige och som än idag i huvudsak är oförändrat. Rådet ligger därmed som en fri instans direkt under kommunfullmäktige och är inte underordnad någon nämnd eller annan förvaltning.

## Rådets ledamöter
Rådet består av tretton ledamöter. Tolv av dessa väljs av Stockholms kommunfullmäktige, och dessa tolv väljer sedan tillsammans den trettonde ledamoten. Mandatperioden är fyra år. Av de ledamöter som väljs av kommunfullmäktige bör minst åtta vara särskilt sakkunniga, och av dessa skall två vara representanter för Kungliga Akademien för de fria konsterna, varav en målare och en bildhuggare, samt de övriga sex representera följande institutioner: Kungliga Vitterhets-, Historie- och Antikvitetsakademien, Statens fastighetsverk, Kungliga Vetenskapsakademiens miljökommitté, Sveriges Arkitekter, styrelsen för Samfundet S:t Erik och styrelsen för Svenska naturskyddsföreningen. Partierna i kommunfullmäktige utser i sin tur fyra ledamöter att representera stockholmarna. Dessa sitter på mandat från partierna men behöver inte vara politiker.
Rådet utser inom sig ordförande och vice ordförande. Stadens stadsbyggnadsdirektör och stadsarkitekt, stadsbyggnadskontorets bygglovsansvariga, stadsantikvarien, stadsträdgårdsmästaren samt arkitekten vid Kungliga Djurgårdsförvaltningen är adjungerade vid sammanträdena. För vissa typer av ärenden sammanträder tre mindre delegationer av rådet. Sedan 2019 är arkitekten Inga Varg rådets ordförande.

## Rådets sekreterare
Rådet utser en sekreterare, som fungerar som kanslichef och föredragande och som också har rätt att delta i överläggningarna och få sin mening antecknad till protokollet. Protokoll från rådets sammanträden förs av en biträdande sekreterare. Sekreteraren företräder rådet utåt och står även på rådets vägnar stadens förvaltningar till tjänst i frågor om kulturmiljövård, stadsbild och stadsmiljö. Sedan 2014 är arkitekturhistorikern Henrik Nerlund rådets sekreterare.
Endast nio personer, framförallt konst- och arkitekturhistoriker, har innehaft befattningen.
1. Ragnar Josephson 1919–1926
2. Gustaf Munthe 1924
3. Martin Olsson 1926–1947
4. Henrik Cornell 1947–1961
5. Stig Fogelmarck 1961–1972
6. Holger Blom 1972–1983
7. Göran Söderström 1984–2004
8. Martin Rörby 2004–2014
9. Henrik Nerlund 2014–

## Mandatperioden 2023-2026
Nedanstående personer är valda som ledamöter av Skönhetsrådet för perioden 2023-2026.
| Namn | Namn                           | Representant för                                         | Ingår i delegerade för                                                                                                 |
| ---- | ------------------------------ | -------------------------------------------------------- | --- |
|      | Inga Varg, ordförande          | Rådets ledamot                                           | Delegerade för plan- och byggnadsärenden, kulturvårdsärenden, inkl. konst- och skyltärenden, naturvårdsärenden (ordf.) |
|      | Katarina Borg, vice ordförande | Sveriges Arkitekter                                      | Delegerade för plan- och byggnadsärenden, kulturvårdsärenden, inkl. konst- och skyltärenden, naturvårdsärenden         |
|      | Desirée Johansson              | Svenska naturskyddsföreningens styrelse                  | Delegerade för plan- och byggnadsärenden, kulturvårdsärenden, inkl. konst- och skyltärenden, naturvårdsärenden         |
|      | Catharina Nolin                | Kungliga Vitterhets-, Historie- och Antikvitetsakademien | Delegerade för plan- och byggnadsärenden, kulturvårdsärenden, inkl. konst- och skyltärenden, naturvårdsärenden         |
|      | Elisabet Jermsten              | Statens fastighetsverk                                   | Delegerade för plan- och byggnadsärenden, kulturvårdsärenden inkl. konst- och skyltärenden, naturvårdsärenden          |
|      | Laila Reppen                   | Kungliga Vetenskapsakademiens miljökommitté              | Delegerade för plan- och byggnadsärenden, kulturvårdsärenden, inkl. konst- och skyltärenden, naturvårdsärenden         |
|      | John Stenborg                  | Kungliga Konstakademien (målare)                         | Delegerade för plan- och byggnadsärenden, kulturvårdsärenden, inkl. konst- och skyltärenden, naturvårdsärenden         |
|      | Leif Bolter                    | Kungliga Konstakademien (skulptör)                       | Delegerade för plan- och byggnadsärenden, kulturvårdsärenden, inkl. konst- och skyltärenden, naturvårdsärenden         |
|      | Knut Weibull                   | Samfundet S:t Eriks styrelse                             | Delegerade för plan- och byggnadsärenden, kulturvårdsärenden, inkl. konst- och skyltärenden, naturvårdsärenden         |
|      | Anders Johnson                 | Liberalerna                                              | Delegerade för plan- och byggnadsärenden, kulturvårdsärenden, inkl. konst- och skyltärenden, naturvårdsärenden         |
|      | Helena Lannegren Nilsson       | Centerpartiet                                            | Delegerade för plan- och byggnadsärenden, kulturvårdsärenden, inkl. konst- och skyltärenden, naturvårdsärenden         |
|      | Monica Muro de Santa Cruz      | Vänsterpartiet                                           | Delegerade för plan- och byggnadsärenden, kulturvårdsärenden, inkl. konst- och skyltärenden, naturvårdsärenden         |
|      | Måns Lönnroth                  | Socialdemokraterna                                       | Delegerade för plan- och byggnadsärenden, kulturvårdsärenden, inkl. konst- och skyltärenden, naturvårdsärenden         |

## Tidigare ledamöter (urval)
Nedanstående personer är ett urval av ledamöter sedan Skönhetsrådet bildades 1919.

- Hakon Ahlberg 1929-1930, 1942
- Nils Ahrbom 1961-1970
- Aron Andersson 1981-1984
- Karl Göte Bejemark 1971, 1973-1982
- Arne Biörnstad 1950-1967
- Margareta Biörnstad 1970-1972
- Per Bjurström 1985, 1994-1998
- Anders Bodin 2004-2006, 2007-2018
- Hans Henrik Brummer 1999-2009
- Görel Cavalli-Björkman 2007-2010
- John Chrispinsson 2011-2017
- Sigurd Curman 1919-1929
- Gösta Dagermark 1992-1995
- Bo Edblad 1974-1978
- Carl Edelstam 1989-1996
- Stina Ekman 2017-2018
- Carl Eldh 1932-1945
- Konrad Elméus 1922-1937
- Martin Erikson 2007-2008
- Liss Eriksson 1964-1970, 1983-1990
- Per Anders Fogelström 1976-1982
- Wilhelm Forsberg 1983-1991
- Wolter Gahn 1929-1942
- Bo Grandien 1998-2012
- Gunnar Hallström 1926-1928
- Felix Hatz 1975-1982
- Paul Hedqvist 1946-1960
- Hertha Hillfon 1972
- Bengt Hjern 1973-1979
- Olle Hjortzberg 1922-1931
- Cajsa Holmstrand 1996-2001, 2004-2006, 2013-2020
- Einar Höste 1996-2002
- Margareta Ihse 1997-2000
- Ivar Johnsson 1927-1931, 1948-1955
- Ingemar Josefsson 2011-2018
- Ester Järte 1933-1935
- Sten Karling 1973-1980
- Gustaf Lagercrantz 1929-1932
- Erik Lallerstedt 1919-1921
- Bo Larsson 2003-2006
- Carl G. Laurin 1919-1921
- Anna Lindhagen 1920-1941
- Lennart Lööf 1976, 1992-1994
- Carl Malmström 1956-1963
- Kaisa Melanton 1988-1992
- Lars Millhagen 1992-1995
- Carl Möller 1919-1926
- Gustav Nordahl 1958-1963
- Erling Norrby 2011-2014
- Torbjörn Olsson 1967-1970
- Olle Olsson Hagalund 1962-1963
- Åke Pallarp 1983-1985
- Magnus von Platen 1986-1990
- Hans Quiding 1944-1952, 1961-1962
- Eva Remens 1956-1960
- Einar Rosenborg 1933-1943
- Margareta Schwartz 1995-2002
- Sten Selander 1939-1946
- Gösta Selling 1968-1973
- Otte Sköld 1932-1955
- Karl Steenberg 1939-1954
- Fredrik Ström 1919-1928, 1941-1947
- Bo Swenson 1993-1995, 2007-2010
- Klas Tham 1984-1988
- Kurt Ullberger 1972-1991
- Iréne Vestman 2011-2015
- Per Wästberg 1967-1975, 1983-1995
- Sigurd Westholm 1942-1944
- Hugo Zuhr 1956-1961
- Ragnar Östberg 1931-1942